# Kelly Wolf
Pour les articles homonymes, voir Wolf.
Kelly Maureen Wolf est une athlète américaine née le 14 août 1994 à Mesa, dans l'Arizona. Spécialiste de l'ultra-trail, elle a notamment remporté le Tarawera Ultramarathon en 2018.

## Résultats
| no  | féminin            | Course                   | Longueur | Départ          | Temps            |
| --- | ------------------ | ------------------------ | -------- | --------------- | ---------------- |
| 27e | Médaille d'argent  | Speedgoat 50K            | 50 km    | 9 juillet 2016  | 7 h 13 min 46 s  |
| 19e | Médaille d'or      | Broken Arrow Skyrace 52K | 52 km    | 17 juin 2017    | 6 h 2 min 38 s   |
| 12e | Médaille d'argent  | Speedgoat 50K            | 50 km    | 29 juillet 2017 | 6 h 27 min 30 s  |
| 11e | Médaille d'or      | Tarawera Ultramarathon   | 100 km   | 10 février 2018 | 10 h 08 min 45 s |
| 30e | Médaille de bronze | Transvulcania            | 73 km    | 12 mai 2018     | 8 h 49 min 45 s  |
| 24e | Médaille d'or      | Lavaredo Ultra Trail     | 120 km   | 22 juin 2018    | 14 h 37 min 00 s |
| 12e | Médaille d'or      | MIUT 85                  | 85 km    | 23 avril 2022   | 10 h 58 min 54 s |
| 29e | Médaille de bronze | Penyagolosa Trails MIM   | 60 km    | 22 avril 2023   | 6 h 34 min 49 s  |
| 13e | Médaille d'argent  | México Sky Challenge 35k | 35,6 km  | 26 mai 2024     | 5 h 52 min 7 s   |